# جائزة اليابان الكبرى 1997
جائزة اليابان الكبرى 1997 هو سباق فورمولا 1 أقيم بتاريخ 12 أكتوبر 1997 في ميه، اليابان. كان السادس عشر من أصل 17 في بطولة العالم لسباقات الفورمولا واحد موسم 1997. حلّ الألماني مايكل شوماخر أولا بينما جاء الألماني هاينز هارالد فرينتزين في المركز الثاني وحصل على المركز الثالث البريطاني إدي إيرفين.